# Isomerasa

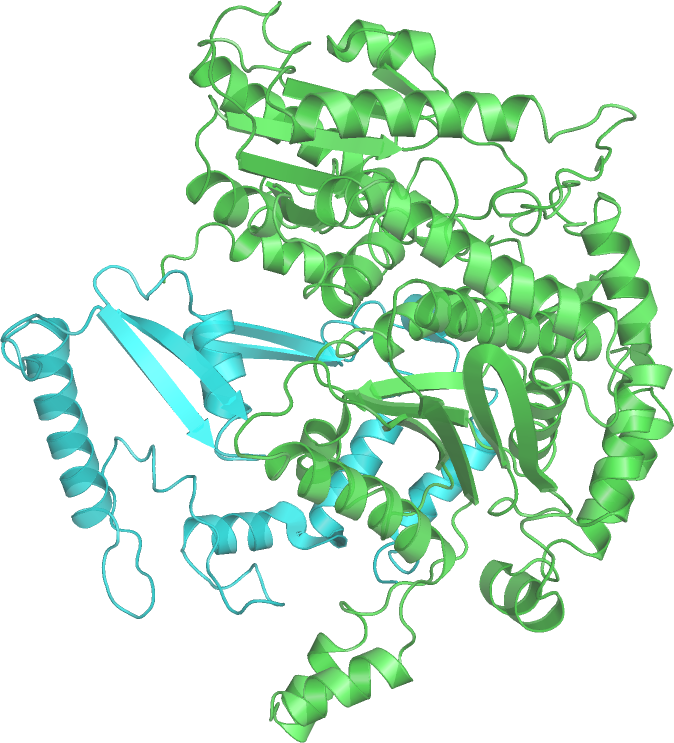
Estructura de la glucosa isomerasa.

En bioquímica, una enzima isomerasa es una enzima que transforma un isómero de un compuesto químico en otro. Puede, por ejemplo, transformar una molécula de glucosa en una de galactosa. 
Catalizan reordenamientos intramoleculares. 
Son isómeros dos cuerpos químicos que tienen la misma fórmula molecular pero unas características distintas debido a la organización diferente de los átomos en la molécula.

## Categorías
Las isomerasas se clasifican con el número 5 según el Comité de Nomenclatura de la Unión Internacional de Bioquímica y Biología Molecular, teniendo las siguientes clases.

### Categoría EC 5.1 (racemasas y epimerasas)

#### EC 5.1.1 actúan en aminoácidos y sus derivados (aminoácido racemasas)
EC 5.1.1.1 alanina racemasa
EC 5.1.1.2 metionina racemasa
EC 5.1.1.3 glutamato racemasa
EC 5.1.1.4 prolina racemasa
EC 5.1.1.5 lisina racemasa
EC 5.1.1.6 treonina racemasa
EC 5.1.1.7 diaminopimelato epimerasa
EC 5.1.1.8 4-hidroxiprolina epimerasa
EC 5.1.1.9 arginina racemasa
EC 5.1.1.10 racemasa  de aminoácidos
EC 5.1.1.11 fenilalanina racemasa (ATP-hidrolizante)
EC 5.1.1.12 ornitina racemasa
EC 5.1.1.13 aspartato racemasa
EC 5.1.1.14 nocardicina A epimerasa
EC 5.1.1.15 2-aminohexano-6-lactam racemasa
EC 5.1.1.16 proteína -serina epimerasa
EC 5.1.1.17 isopenicilina-N epimerasa
EC 5.1.1.18 serina racemasa
EC 5.1.1.19 O-ureido-serina racemasa
EC 5.1.1.20 L-Ala-D/L-Glu epimerasa
EC 5.1.1.21 isoleucina 2-epimerasa
EC 5.1.1.22 4-hidroxiprolina betaine 2-epimerasa
EC 5.1.1.23 UDP-N-acetil-α-D-muramoil-L-alanil-L-glutamato epimerasa
EC 5.1.1.24  histidina racemasa

#### EC 5.1.2 actúan en hidroxi-ácidos y su derivados
EC 5.1.2.1 lactato racemasa
EC 5.1.2.2 mandelato racemasa
EC 5.1.2.3 3-hidroxibutyril-CoA epimerasa
EC 5.1.2.4 acetoína racemasa
EC 5.1.2.5 tartrato epimerasa
EC 5.1.2.6 isocitrato epimerasa
EC 5.1.2.7 tagaturonato epimerasa

#### EC 5.1.3 actúan en centros quirales de carbohidratos y sus derivados (epimerasas de carbohidratos)
EC 5.1.3.1 ribulosa-fosfato 3-epimerasa
EC 5.1.3.2 UDP-glucosa 4-epimerasa
EC 5.1.3.3 aldosa 1-epimerasa
EC 5.1.3.4 L-ribulosa-5-fosfato 4-epimerasa
EC 5.1.3.5 UDP-arabinosa 4-epimerasa
EC 5.1.3.6 UDP-glucuronato 4-epimerasa
EC 5.1.3.7 UDP-N-acetilglucosamina 4-epimerasa
EC 5.1.3.8 N-acilglucosamina 2-epimerasa
EC 5.1.3.9 N-acilglucosamina-6-fosfato 2-epimerasa
EC 5.1.3.10 CDP-paratosa 2-epimerasa
EC 5.1.3.11 celobiosa epimerasa
EC 5.1.3.12 UDP-glucuronato 5'-epimerasa
EC 5.1.3.13 dTDP-4-dehidroramnosa 3,5-epimerasa
EC 5.1.3.14 UDP-N-acetilglucosamina 2-epimerasa (no hidrolizante)
EC 5.1.3.15 glucosa-6-fosfato 1-epimerasa
EC 5.1.3.16 UDP-glucosamina 4-epimerasa
EC 5.1.3.17 heparosano-N-sulfato-glucuronato 5-epimerasa
EC 5.1.3.18 GDP-manosa 3,5-epimerasa
EC 5.1.3.19 condroitina-glucuronato 5-epimerasa
EC 5.1.3.20 ADP-gliceromano-heptosa 6-epimerasa
EC 5.1.3.21 maltosa epimerasa
EC 5.1.3.22 L-ribulosa-5-fosfato 3-epimerasa
EC 5.1.3.23 UDP-2,3-diacetamido-2,3-didesoxiglucuronic acid 2-epimerasa
EC 5.1.3.24 N-acetilneuraminato epimerasa
EC 5.1.3.25 dTDP-L-ramnosa 4-epimerasa
EC 5.1.3.26 N-acetil-α-D-glucosaminil-difosfo-ditrans,octacis-undecaprenol 4-epimerasa
EC 5.1.3.27 dTDP-4-dehidro-6-desoxi-D-glucosa 3-epimerasa
EC 5.1.3.28 UDP-N-acetil-L-fucosamina sintasa
EC 5.1.3.29 L-fucosa mutarotasa
EC 5.1.3.30 D-psicosa 3-epimerasa
EC 5.1.3.31 D-tagatosa 3-epimerasa
EC 5.1.3.32 L-ramnosa mutarotasa
EC 5.1.3.33 2-epi-5-epi-valiolona epimerasa
EC 5.1.3.34 monoglucosildiacilglicerol epimerasa
EC 5.1.3.35 2-epi-5-epi-valiolona 7-fosfato 2-epimerasa
EC 5.1.3.36 heparosano-glucuronato 5-epimerasa
EC 5.1.3.37 manuronano 5-epimerasa
EC 5.1.3.38 D-eritrulosa 1-fosfato 3-epimerasa
EC 5.1.3.39 eliminada
EC 5.1.3.40 D-tagatosa 6-fosfato 4-epimerasa
EC 5.1.3.41 fructosalisina 3-epimerasa
EC 5.1.3.42 D-glucosamina-6-fosfato 4-epimerasa
EC 5.1.3.43 sulfoquinovosa mutarotasa

#### EC 5.1.99 actúan en otros compuestos
EC 5.1.99.1 metilmalonil-CoA epimerasa
EC 5.1.99.2 16-hidroxisteroide epimerasa
EC 5.1.99.3 alantoína racemasa
EC 5.1.99.4 α-metilacil-CoA racemasa
EC 5.1.99.5 hidantoína racemasa
EC 5.1.99.6 NAD(P)H-hidrato epimerasa
EC 5.1.99.7 dihidroneopterina trifosfato 2'-epimerasa
EC 5.1.99.8 7,8-dihidroneopterina epimerasa

### Categoría EC 5.2 (cis-trans-isomerasas)
EC 5.2.1.1 maleato isomerasa
EC 5.2.1.2 maleilacetoacetato isomerasa
EC 5.2.1.3 eliminada, transferida a  EC 1.1.1.300, :EC 2.3.1.135, :EC 3.1.1.64, and :EC 1.1.1.315
EC 5.2.1.4 maleilpiruvato isomerasa
EC 5.2.1.5 linoleate isomerasa
EC 5.2.1.6 furilfuramida isomerasa
EC 5.2.1.7 eliminada, transferida a EC 3.1.1.64
EC 5.2.1.8 peptidilprolil isomerasa
EC 5.2.1.9 farnesol 2-isomerasa
EC 5.2.1.10 2-cloro-4-carboximetilenebut-2-en-1,4-ólido isomerasa
EC 5.2.1.11 eliminada
EC 5.2.1.12 ζ-caroteno isomerasa
EC 5.2.1.13 prolicopeno isomerasa
EC 5.2.1.14 β-caroteno isomerasa

### Categoría EC 5.3 (oxidoreductasasintramoleculares)

#### EC 5.3.1 Interconvierten aldosas y cetoses
EC 5.3.1.1 triosa-fosfato isomerasa
EC 5.3.1.2 eliminada
EC 5.3.1.3 D-arabinosa isomerasa
EC 5.3.1.4 L-arabinosa isomerasa
EC 5.3.1.5 xilosa isomerasa
EC 5.3.1.6 ribosa-5-fosfato isomerasa
EC 5.3.1.7 manosa isomerasa
EC 5.3.1.8 manosa-6-fosfato isomerasa
EC 5.3.1.9 glucosa-6-fosfato isomerasa
EC 5.3.1.10 eliminada, transferida a  EC 3.5.99.6
EC 5.3.1.11 eliminada
EC 5.3.1.12 glucuronato isomerasa
EC 5.3.1.13 arabinosa-5-fosfato isomerasa
EC 5.3.1.14 L-ramnosa isomerasa
EC 5.3.1.15 D-lixosa cetol-isomerasa
EC 5.3.1.16 1-(5-fosforibosil)-5-[(5-fosforibosilamino)metilidaneamino] imidazol-4-carboxamida isomerasa
EC 5.3.1.17 4-desoxi-L-treo-5-hexosulosa-uronato cetol-isomerasa
EC 5.3.1.18 eliminada
EC 5.3.1.19 eliminada, transferida a  EC 2.6.1.16
EC 5.3.1.20 ribosa isomerasa
EC 5.3.1.21 corticosteroide isomerasa de cadena lateral
EC 5.3.1.22 hidroxipiruvato isomerasa
EC 5.3.1.23 5-metiltioribosa-1-fosfato isomerasa
EC 5.3.1.24 fosforibosilantranilato isomerasa
EC 5.3.1.25 L-fucosa isomerasa
EC 5.3.1.26 galactosa-6-fosfato isomerasa
EC 5.3.1.27 6-fosfo-3-hexuloisomerasa
EC 5.3.1.28 D-sedoheptulosa 7-fosfato isomerasa
EC 5.3.1.29 ribosa 1,5-bisfosfato isomerasa
EC 5.3.1.30 5-desoxi-glucuronato isomerasa
EC 5.3.1.31 sulfoquinovosa isomerasa
EC 5.3.1.32 (4S)-4-hidroxi-5-fosfooxipentane-2,3-dione isomerasa
EC 5.3.1.33 L-erytrulosa 1-fosfato isomerasa
EC 5.3.1.34 D-erytrulosa 4-fosfato isomerasa
EC 5.3.1.35 2-dehidrotetronate isomerasa

#### EC 5.3.2 Catalizan tautomerías ceto-enol
EC 5.3.2.1 fenilpiruvato tautomerasa
EC 5.3.2.2 oxaloacetato tautomerasa
EC 5.3.2.3 TDP-4-oxo-6-desoxi-α-D-glucosa-3,4-oxoisomerasa (dTDP-3-dehidro-6-desoxi-α-D-galactopiranosa-formador)
EC 5.3.2.4 TDP-4-oxo-6-desoxi-α-D-glucosa-3,4-oxoisomerasa (dTDP-3-dehidro-6-desoxi-α-D-glucopiranosa-formador)
EC 5.3.2.5 2,3-diceto-5-metiltiopentil-1-fosfato enolasa
EC 5.3.2.6 2-hidroximuconato tautomerasa
EC 5.3.2.7 ascopirona tautomerasa
EC 5.3.2.8 4-oxalomesaconato tautomerasa

#### EC 5.3.3 Transponen enlaces π C=C
EC 5.3.3.1 esteroide Δ-isomerasa
EC 5.3.3.2 isopentenil-difosfato Δ-isomerasa
EC 5.3.3.3 vinilacetil-CoA Δ-isomerasa
EC 5.3.3.4 muconolactona Δ-isomerasa
EC 5.3.3.5 colestenol Δ-isomerasa
EC 5.3.3.6 metilitaconato Δ-isomerasa
EC 5.3.3.7 aconitato Δ-isomerasa
EC 5.3.3.8 Δ3-Δ2-enoil-CoA isomerasa
EC 5.3.3.9 prostaglandina-A1 Δ-isomerasa
EC 5.3.3.10 5-carboximetil-2-hidroximuconato Δ-isomerasa
EC 5.3.3.11 isopiperitenona Δ-isomerasa
EC 5.3.3.12 L-dopacromo isomerasa
EC 5.3.3.13 polienoico ácido graso isomerasa
EC 5.3.3.14 trans-2-decenoil-[proteína acarreadora de acilos] isomerasa
EC 5.3.3.15 eliminada, transferida a  EC 5.3.2.7
EC 5.3.3.16 eliminada, transferida a  EC 5.3.2.8
EC 5.3.3.17 trans-2,3-dihidro-3-hidroxiantranilato isomerasa
EC 5.3.3.18 2-(1,2-epoxi-1,2-dihidrofenil)acetil-CoA isomerasa
EC 5.3.3.19 3-[(4R)-4-hidroxiciclohexa-1,5-dien-1-il]-2-oxopropanoato isomerasa
EC 5.3.3.20 eliminada, transferida a EC 5.4.99.64
EC 5.3.3.21 Δ3,5-Δ2,4-dienoil-CoA isomerasa
EC 5.3.3.22 luteína isomerasa

#### EC 5.3.4 Transponen enlaces disulfuro (S-S)
EC 5.3.4.1 proteína  disulfuro-isomerasa
EC 5.3.99 Otras óxido-reductasas intramoleculares
EC 5.3.99.1 eliminada
EC 5.3.99.2 prostaglandina D sintasa
EC 5.3.99.3 prostaglandina E sintasa
EC 5.3.99.4 prostaglandina I sintasa
EC 5.3.99.5 tromboxano A-sintasa
EC 5.3.99.6 óxido de aleno-ciclasa
EC 5.3.99.7 óxido de estireno-isomerasa
EC 5.3.99.8 capsantina/capsorubina sintasa
EC 5.3.99.9 neoxantina sintasa
EC 5.3.99.10 tiazol tautomerasa
EC 5.3.99.11 2-ceto- mio-inositol isomerasa

### Categoría EC 5.4 (transferasasintramoleculares - mutasas)

#### EC 5.4.1 Transponen grupos acilo
EC 5.4.1.1 lisolecitina acilmutasa
EC 5.4.1.2 eliminada, transferida a EC 5.4.99.61
EC 5.4.1.3 2-metilfumaril-CoA isomerasa
EC 5.4.1.4 D-galactarolactona isomerasa

#### EC 5.4.2 fosfotransferasas (fosfomutasas)
EC 5.4.2.1 eliminada, transferida a  EC 5.4.2.11 y :EC 5.4.2.12
EC 5.4.2.2 fosfoglucomutasa (dependiente de α-D-glucosa-1,6-bisfosfato)
EC 5.4.2.3 fosfoacetilglucosamina mutasa
EC 5.4.2.4 bisfosfoglicerate mutasa
EC 5.4.2.5 fosfoglucomutasa (glucosa-cofactor)
EC 5.4.2.6 β-fosfoglucomutasa
EC 5.4.2.7 fosfopentomutasa
EC 5.4.2.8 fosfomanomutasa
EC 5.4.2.9 fosfoenolpiruvato mutasa
EC 5.4.2.10 fosfoglucosamina mutasa
EC 5.4.2.11 fosfoglicerato mutasa (dependiente de 2,3-difosfoglicerato)
EC 5.4.2.12 fosfoglicerate mutasa (independiente de 2,3-difosfoglicerato)
EC 5.4.2.13 fosfogalactosamina mutasa

#### EC 5.4.3 Transponen grupos Amino
EC 5.4.3.1 eliminada
EC 5.4.3.2 lisina 2,3-aminomutasa
EC 5.4.3.3 lisina 5,6-aminomutasa
EC 5.4.3.4 eliminada, transferida a EC 5.4.3.3
EC 5.4.3.5 D-ornitina 4,5-aminomutasa
EC 5.4.3.6 tirosina 2,3-aminomutasa
EC 5.4.3.7 leucina 2,3-aminomutasa
EC 5.4.3.8 glutamato-1-semialdehído 2,1-aminomutasa
EC 5.4.3.9 glutamato 2,3-aminomutasa
EC 5.4.3.10 fenilalanina aminomutasa (L-β-fenilalanina formador)
EC 5.4.3.11 fenilalanina aminomutasa (D-β-fenilalanina formador)

#### EC 5.4.4 Transponen grupos hidroxilílicos
EC 5.4.4.1 (hidroxiamino)benceno mutasa
EC 5.4.4.2 isocorismato sintasa
EC 5.4.4.3 3-(hidroxiamino)fenol mutasa
EC 5.4.4.4 geraniol isomerasa
EC 5.4.4.5 9,12-octadecadienoato 8-hidroperoxide 8R-isomerasa
EC 5.4.4.6 9,12-octadecadienoato 8-hidroperoxide 8S-isomerasa
EC 5.4.4.7 hidroperoxi-icosatetraenoato isomerasa
EC 5.4.4.8 linalol isomerasa

#### EC 5.4.99 Transponen esqueletos y otros grupos
EC 5.4.99.1 metilaspartato mutasa
EC 5.4.99.2 metilmalonil-CoA mutasa
EC 5.4.99.3 2-acetolactato mutasa
EC 5.4.99.4 2-metileneglutarato mutasa
EC 5.4.99.5 corismato mutasa
EC 5.4.99.6 eliminada, transferida a  EC 5.4.4.2
EC 5.4.99.7 lanosterol sintasa
EC 5.4.99.8 cicloartenol sintasa
EC 5.4.99.9 UDP-galactopiranosa mutasa
EC 5.4.99.10 eliminada, transferida a EC 5.4.99.11
EC 5.4.99.11 isomaltulosa sintasa
EC 5.4.99.12 tARN pseudouridina38-40 sintasa
EC 5.4.99.13 isobutiril-CoA mutasa
EC 5.4.99.14 4-carboximetil-4-metilbutenólido mutasa
EC 5.4.99.15 (1→4)-α-D-glucano 1-α-D-glucosilmutasa
EC 5.4.99.16 maltosa α-D-glucosiltransferasa
EC 5.4.99.17 escualeno—hopeno ciclasa
EC 5.4.99.18 5-(carboxiamino)imidazol-ribonucleótido mutasa
EC 5.4.99.19 16S rARN pseudouridina516 sintasa
EC 5.4.99.20 23S rARN pseudouridina2457 sintasa
EC 5.4.99.21 23S rARN pseudouridina2604 sintasa
EC 5.4.99.22 23S rARN pseudouridina2605 sintasa
EC 5.4.99.23 23S rARN pseudouridina1911/1915/1917 sintasa
EC 5.4.99.24 23S rARN pseudouridina955/2504/2580 sintasa
EC 5.4.99.25 tARN pseudouridina55 sintasa
EC 5.4.99.26 tARN pseudouridina65 sintasa
EC 5.4.99.27 tARN pseudouridina13 sintasa
EC 5.4.99.28 tARN pseudouridina32 sintasa
EC 5.4.99.29 23S rARN pseudouridina746 sintasa
EC 5.4.99.30 UDP-arabinopiranosa mutasa
EC 5.4.99.31 talianol sintasa
EC 5.4.99.32 protostadienol sintasa
EC 5.4.99.33 cucurbitadienol sintasa
EC 5.4.99.34 germanicol sintasa
EC 5.4.99.35 taraxerol sintasa
EC 5.4.99.36 isomultiflorenol sintasa
EC 5.4.99.37 damaradieno sintasa
EC 5.4.99.38 cameliol C sintasa
EC 5.4.99.39 β-amirina sintasa
EC 5.4.99.40 α-amirina sintasa
EC 5.4.99.41 lupeol sintasa
EC 5.4.99.42 tARN pseudouridina31 sintasa
EC 5.4.99.43 21S rARN pseudouridina2819 sintasa
EC 5.4.99.44 mitocondrial tARN pseudouridina27/28 sintasa
EC 5.4.99.45 tARN pseudouridina38/39 sintasa
EC 5.4.99.46 shionona sintasa
EC 5.4.99.47 parkeol sintasa
EC 5.4.99.48 aquileol B sintasa
EC 5.4.99.49 glutinol sintasa
EC 5.4.99.50 friedelin sintasa
EC 5.4.99.51 óxido Baccharis sintasa
EC 5.4.99.52 α-seco-amirina sintasa
EC 5.4.99.53 marneral sintasa
EC 5.4.99.54 β-seco-amirina sintasa
EC 5.4.99.55 δ-amirina sintasa
EC 5.4.99.56 tirucaladienol sintasa
EC 5.4.99.57 baruol sintasa
EC 5.4.99.58 metilornitina sintasa
EC 5.4.99.59 dTDP-fucopiranosa mutasa
EC 5.4.99.60 cobaltoso-precorrina-8 metilmutasa
EC 5.4.99.61 precorrina-8X metilmutasa
EC 5.4.99.62 D-ribosa piranasa
EC 5.4.99.63 etilmalonil-CoA mutasa
EC 5.4.99.64 2-hidroxiisobutanoil-CoA mutasa
EC 5.4.99.65 pre-α-onocerina sintasa
EC 5.4.99.66 α-onocerina sintasa
EC 5.4.99.67 4-amino-4-desoxicorismato mutasa

### Categoría EC 5.5 (Liasas intramoleculares)
EC 5.5.1.1 muconato cicloisomerasa
EC 5.5.1.2 3-carboxi-cis,cis-muconato cicloisomerasa
EC 5.5.1.3 tetrahidroxipteridina cicloisomerasa
EC 5.5.1.4 inositol-3-fosfato sintasa
EC 5.5.1.5 carboxi-cis,cis-muconato ciclasa
EC 5.5.1.6 chalcona isomerasa
EC 5.5.1.7 cloromuconato cicloisomerasa
EC 5.5.1.8 (+)-bornil difosfato sintasa
EC 5.5.1.9 cicloeucalenol cicloisomerasa
EC 5.5.1.10 α-pineno-óxido deciclasa
EC 5.5.1.11 dicloromuconato cicloisomerasa
EC 5.5.1.12 copalil difosfato sintasa
EC 5.5.1.13 ent-copalil difosfato sintasa
EC 5.5.1.14 sin-copalil difosfato sintasa
EC 5.5.1.15 terpentedienil-difosfato sintasa
EC 5.5.1.16 halimadienil-difosfato sintasa
EC 5.5.1.17 (S)-β-macrocarpeno sintasa
EC 5.5.1.18 licopeno ε-ciclasa
EC 5.5.1.19 licopeno β-ciclasa
EC 5.5.1.20 prosolanapirona-III cicloisomerasa
EC 5.5.1.21 eliminada
EC 5.5.1.22 (–)-bornil difosfato sintasa
EC 5.5.1.23 aklanonato de metilo ciclasa
EC 5.5.1.24 tocoferol ciclasa
EC 5.5.1.25 3,6-anhidro-L-galactonato cicloisomerasa
EC 5.5.1.26 nogalonato de metilo ciclasa
EC 5.5.1.27 D-galactarolactona cicloisomerasa
EC 5.5.1.28 (–)-kolavenil difosfato sintasa
EC 5.5.1.29 (+)-kolavenil difosfato sintasa
EC 5.5.1.30 labda-7,13-dienil difosfato sintasa
EC 5.5.1.31 hapalindol H sintasa
EC 5.5.1.32 12-epi-hapalindol U sintasa
EC 5.5.1.33 12-epi-fischerindol U sintasa

### Categoría EC 5.6 Isomerasas que alteran la conformación macromolecular
EC 5.6.1.1 ATPasa del corte de microtúbulo
EC 5.6.1.2 dineína ATPasa
EC 5.6.1.3 kinesina ATPasa dirigida al extremo más de tubulina
EC 5.6.1.4 kinesina ATPasa dirigida al extremo menos de tubulina
EC 5.6.1.5 proteasoma ATPasa
EC 5.6.1.6 canal-conductance-controlling ATPasa
EC 5.6.1.7 chaperonina ATPasa
EC 5.6.1.8  miosina ATPasa
EC 5.6.1.9 (R)-2-hidroxiacil-CoA deshidratasa activating ATPasa

#### EC 5.6.2 enzimas que alteran la conformation de los ácidos nucleicos
EC 5.6.2.1 ADN topoisomerasa
EC 5.6.2.2 ADN topoisomerasa (ATP-hidrolising)

### Categoría EC 5.99 (otras isomerasas)
EC 5.99.1.1 tiocianato isomerasa
EC 5.99.1.2 eliminada, transferida a EC 5.6.2.1
EC 5.99.1.3 eliminada, transferida a   EC 5.6.2.2
EC 5.99.1.4 2-hidroxicromona-2-carboxilato isomerasa
- Datos: Q118026
- Multimedia: Isomerases / Q118026